# Rhytidoponera haeckeli
Rhytidoponera haeckeli é uma espécie de formiga do gênero Rhytidoponera.